# Kyle Farnsworth
Kyle Lynn Farnsworth (Wichita, 14 aprile 1976) è un ex giocatore di baseball e giocatore di football americano statunitense.

## Carriera nel baseball

### Inizi e Minor League
Farnsworth frequentò la Milton High School di Milton, Georgia, e successivamente l'Abraham Baldwin Agricultural College di Tifton. Venne scelto al 47º giro del draft del 1994 come 1.290a scelta dai Chicago Cubs. Iniziò nel 1995 con i GCL Cubs rookie finendo con 3 vittorie e 2 sconfitte, 0.87 di ERA, una salvezza su una opportunità e .214 alla battuta contro di lui in 16 partite (31.0 inning). Nel 1996 con i Rockford Cubbies A finì con 9 vittorie e 6 sconfitte, 3.70 di ERA e .274 alla battuta contro di lui in 20 partite tutte da partente con un incontro giocato interamente (112.0 inning).
Nel 1997 con i Daytona Cubs A+ finendo con 10 vittorie e altrettante sconfitte, 4.09 di ERA e .286 alla battuta contro di lui in 27 partite tutte da partente con due incontri giocati interamente (156.1 inning). Nel 1998 giocò con due squadre finì con 13 vittorie e 11 sconfitte, .276 alla battuta contro di lui in 31 partite tutte da partente (184.0 inning).
Nel 1999 con gli Iowa Cubs AAA finì con 2 vittorie e altrettante sconfitte, 3.20 di ERA e .262 alla battuta contro di lui in 6 partite tutte da partente (39.1 inning). Nel 2000 sempre con gli Iowa Cubs finì con nessuna vittoria e 2 sconfitte, 3.20 di ERA, 9 salvezze e .250 alla battuta contro di lui in 22 partite (25.1 inning).
Nel 2002 con gli Iowa Cubs finì con nessuna vittoria e una sconfitta, 6.00 di ERA e .273 alla battuta contro di lui in 2 partite (3.0 inning). Nel 2009 giocò con due squadre finendo con nessuna vittoria o sconfitta, 0.00 di ERA e .056 alla battuta contro di lui in 5 partite di cui una da partente (5.2 inning).
Nel 2012 giocò con due squadre finendo con nessuna vittoria o sconfitta, 1.50 di ERA e .227 alla battuta contro di lui in 6 partite di cui 5 da partente (6.0 inning). Nel 2013 con gli Indianapolis Indians AAA finì con una vittoria e una sconfitta, 4.05 di ERA e .292 alla battuta contro di lui in 6 partite (6.2 inning).

### Major League

#### Chicago Cubs (1999-2004)
Debuttò nella MLB il 29 aprile 1999, al Pro Player Stadium di Miami Gardens contro i Florida Marlins. Chiuse la sua prima stagione da professionista con 5 vittorie e 9 sconfitte, 5.05 di ERA e .271 alla battuta contro di lui in 27 partite di cui 21 da partente con un incontro giocato interamente senza subire punti (8º nella National League) (130.0 inning). Nel 2000 finì con 2 vittorie e 9 sconfitte, 6.43 di ERA, una salvezza su 6 opportunità e .291 alla battuta contro di lui in 46 partite di cui 5 da partente (77.0 inning). Nella minor league giocò 6 partite nella Tripla-A, tutte da partente.
Nel 2001 finì con 4 vittorie e 6 sconfitte, 2.74 di ERA, 2 salvezze su 3 opportunità e .213 alla battuta contro di lui in 76 partite (82.0 inning) e 24 hold (4º nella NL). Nel 2002 finì con 4 vittorie e 6 sconfitte, 7.33 di ERA, una salvezza su 7 opportunità e .293 alla battuta contro di lui in 45 partite (46.2 inning).
Nel 2003 concluse con 3 vittorie e 2 sconfitte, 3.30 di ERA, nessuna salvezza su 3 opportunità e .196 alla battuta contro di lui in 77 partite (9º nella NL) e 19 hold (7º nella NL) (76.1 inning). Nel 2004 finì con 4 vittorie e 5 sconfitte, 4.73 di ERA, nessuna salvezza su 4 opportunità e .260 alla battuta contro di lui in 72 partite (66.2 inning). Il 9 febbraio 2005 venne ceduto ai Detroit Tigers in cambio di Bo Flowers (minor), Scott Moore e Roberto Novoa.

#### Detroit Tigers (2005)
Con i Tigers rimase fino al 31 luglio 2005, quando venne ceduto agli Atlanta Braves in cambio di Roman Colon e Zach Miner. Chiuse con una vittoria e una sconfitta, 2.32 di ERA, 6 salvezza su 8 opportunità e .192 alla battuta contro di lui in 46 partite (42.2 inning).

#### Atlanta Braves (2005)
Con i Braves finì con 1.98 di ERA, 10 salvezze su 10 opportunità e .161 alla battuta contro di lui in 26 partite (27.1 inning). Il 31 ottobre 2005 divenne per la prima volta free agent.

#### New York Yankees (2006-2008)
Il 5 dicembre 2005 firmò un contratto triennale per un totale di 17 milioni di dollari con i New York Yankees. Nel 2006 finì con 3 vittorie e 6 sconfitte, 4.36 di ERA, 6 salvezze su 10 opportunità e .243 alla battuta contro di lui in 72 partite (5º nella American League) e 19 hold (8º nella AL) (66.0 inning). Nel 2007 finì con 2 vittorie e una sconfitta, 4.80 di ERA, nessuna salvezza su 3 opportunità e .256 alla battuta contro di lui in 64 partite (60.0 inning).
Il 30 luglio 2008 venne ceduto ai Detroit Tigers in cambio di Iván Rodríguez, finì con gli Yankees con una vittoria e 2 sconfitte, 3.65 di ERA, una salvezza su una opportunità e .264 alla battuta contro di lui in 45 partite (44.1 inning).

#### Seconda volta con i Detroit Tigers (2008)
Con i Tigers finì con una vittoria e una sconfitta, 6.75 di ERA, nessuna salvezza su 3 opportunità e .380 alla battuta contro di lui in 16 partite (16.0 inning). Il 3 novembre divenne free agent.

#### Kansas City Royals (2009-2010)
Il 13 dicembre 2008 firmò un contratto biennale per un totale di 8,75 milioni di dollari. Nel 2009 finì con una vittoria e 5 sconfitte, 4.58 di ERA, nessuna salvezza su 2 opportunità e .287 alla battuta contro di lui in 41 partite (37.1 inning). Il 31 luglio 2010 venne ceduto agli Atlanta Braves insieme a Rick Ankiel in cambio di Gregor Blanco, Jesse Chavez e Tim Collins, finì con i Royals con 3 vittorie e nessuna sconfitta, 2.42 di ERA, nessuna salvezza su 2 opportunità e .240 alla battuta contro di lui in 37 partite (44.2 inning).

#### Seconda volta con gli Atlanta Braves (2010)
Con i Braves finì con nessuna vittoria e 2 sconfitte, 5.40 di ERA, nessuna salvezza su una opportunità e .208 alla battuta contro di lui in 23 partite (20.0 inning). Il 2 novembre 2010 divenne free agent.

#### Tampa Bay Rays (2011-2013)
Il 15 gennaio 2011 firmò un contratto biennale per un totale di 5,9 milioni di dollari con i Tampa Bay Rays. Nel 2011 finì con 5 vittorie e una sconfitta, 2.18 di ERA, 25 salvezze (10º nella AL) su 31 opportunità e .211 alla battuta contro di lui in 63 partite (57.2 inning). Nel 2012 finì con una vittoria e 6 sconfitte, 4.00 di ERA e .216 alla battuta contro di lui in 34 partite (27.0 inning).
Il 29 ottobre 2012 divenne free agent, il 5 febbraio 2013 firmò un annuale per 1,25 milioni di dollari. L'11 agosto dello stesso anno venne svincolato, chiudendo con 2 vittorie e nessuna sconfitta, 5,76 di ERA, nessuna salvezza su una opportunità e .306 alla battuta contro di lui in 39 partite (29.2 inning).

#### Pittsburgh Pirates (2013)
Il 16 agosto 2013 firmò con i Pittsburgh Pirates finendo con una vittoria e una sconfitta, 1.04 di ERA, 2 salvezze e su 2 opportunità e .200 alla battuta contro di lui in 9 partite (8.2 inning). Il 31 ottobre 2013 divenne free agent.

#### New York Mets (2014)
Il 3 febbraio 2014 firmò un contratto da Minor League con i New York Mets. Il 23 marzo venne svincolato, per poi rifirmare il giorno seguente coi Las Vegas 51s squadra affiliata coi Mets. Il 2 aprile venne promosso in prima squadra. Il 21 contro i St. Louis Cardinals ottenne la sua prima salvezza stagionale giocando 1.00 inning con 0.96 di ERA e una valida concessa. Due giorni dopo sempre contro i Cardinals fece la sua seconda salvezza stagionale giocando 1.00 inning con 1.74 di ERA, uno strikeout, 3 valide subite e un punto concesso. Il 3 maggio contro i Colorado Rockies nel 9º inning mancò l'opportunità di una salvezza subendo un fuoricampo di due punti.

#### Houston Astros (2014)
Il 17 maggio 2014, Farnsworth firmò un contratto con gli Houston Astros. Il 26 giugno, divenne free agent.

### Mexican League (2015-2016)
Nel 2015, Farnsworth firmò con i Pericos de Puebla della Liga Mexicana de Béisbol. Nel 2016, firmò inizialmente con gli Algodoneros de San Luis ma non partecipò a nessuna partita e firmò con i Broncos de Reynosa, con cui giocò in 18 partite e giocò nuovamente nel ruolo di lanciatore partente dall'ultima nel 2000 con i Cubs.

## Football americano amatoriale (2015-)
Nel agosto 2014, Farnsworth firmò con gli Orlando Phantoms, squadra amatoriale della Florida Football Alliance, non partecipava a una partita di football delle scuole superiori nel 1992. Farnsworth gioca dal 2015 con i Phantoms.

## Vittorie
- Division Central della National League: 1

Chicago Cubs: 2003
- Division East della National League: 1

Atlanta Braves: 2005
- Division East della American League: 1

New York Yankees: 2006

## Numeri di maglia indossati
- n° 44 con i Chicago Cubs (1999-2004)
- n° 44 con i Detroit Tigers (2005)
- n° 40 con gli Atlanta Braves (2005)
- n° 48 con i New York Yankees (2006-2008)
- n° 48 con i Detroit Tigers (2008)
- n° 40 con i Kansas City Royals (2009-2010)
- n° 43 con gli Atlanta Braves (2010)
- n° 43 con i Tampa Bay Rays (2011-2013)
- n° 25 con i Pittsburgh Pirates (2013)
- n° 44 con i New York Mets (2014)
- n° 44 con i Houston Astros (2014)